# Jumber Lominadze
Jumber Lominadze (Tbilisi, 20 de setembro de 1930 — Tbilisi, 20 de janeiro de 2014) foi um astrofísico georgiano licenciado na Academia Nacional de Ciências da Geórgia.
Estudou na Universidade Estatal de Tbilisi, de 1949 a 1951, e na Universidade Estatal de Moscou, entre 1951 e 1955. Desde então permaneceu alguns anos em Moscou, regressou à Geórgia e tornou-se professor em 1982. Publicou mais de 250 trabalhos acadêmicos e recebeu diversos prêmios.